# Zonocerus variegatus
Zonocerus variegatus (Linnaeus, 1758) è un insetto ortottero appartenente alla famiglia Pyrgomorphidae, diffuso in Africa centrale.

## Biologia
È una specie erbivora che si nutre di una moltitudine di piante sia selvatiche che coltivate, tra cui il cotone (Gossypium spp.), la cassava (Manihot spp.),  il granturco (Zea mays), il cacao (Theobroma cacao), la cola (Cola spp.), il fagiolo dall'occhio (Vigna unguiculata), i banani (Musa spp.), gli agrumi (Citrus spp.) e l'igname (Dioscorea spp.).